# Heterischnus japonicus
Heterischnus japonicus är en stekelart som först beskrevs av William Harris Ashmead 1906.  Heterischnus japonicus ingår i släktet Heterischnus och familjen brokparasitsteklar. Inga underarter finns listade i Catalogue of Life.